# 黑鑽石 (亞利桑那州)
黑鑽石（英語：Black Diamond）是位於美國亞利桑那州科奇斯縣的一個非建制地區。該地的面積和人口皆未知。

## 地理
黑鑽石的座標為31°50′37″N 109°54′24″W / 31.84361°N 109.90667°W，而該地的平均海拔高度為1566米（即5138英尺）。